# El Gastor
El Gastor är en ort i Spanien.   Den ligger i provinsen Provincia de Cádiz och regionen Andalusien, i den södra delen av landet, 400 km söder om huvudstaden Madrid. El Gastor ligger 599 meter över havet och antalet invånare är 1 945.
Terrängen runt El Gastor är huvudsakligen kuperad, men åt sydväst är den bergig. Runt El Gastor är det ganska tätbefolkat, med 54 invånare per kvadratkilometer. Närmaste större samhälle är Ronda, 18,7 km sydost om El Gastor. Trakten runt El Gastor består till största delen av jordbruksmark.